# Cucking stool

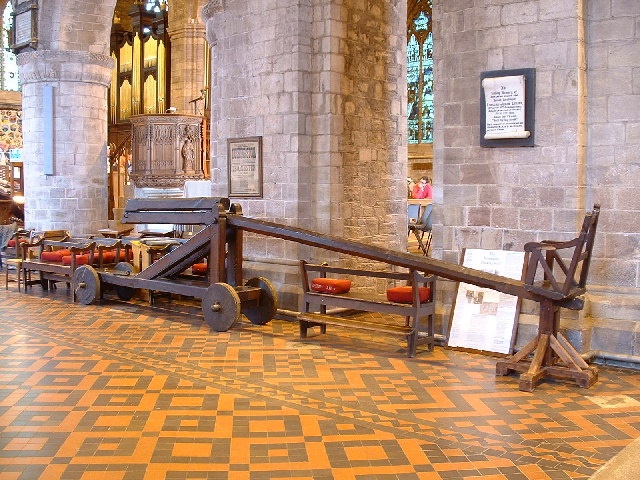
Cucking-stool à Leominster, Angleterre; utilisée dernièrement en 1809.

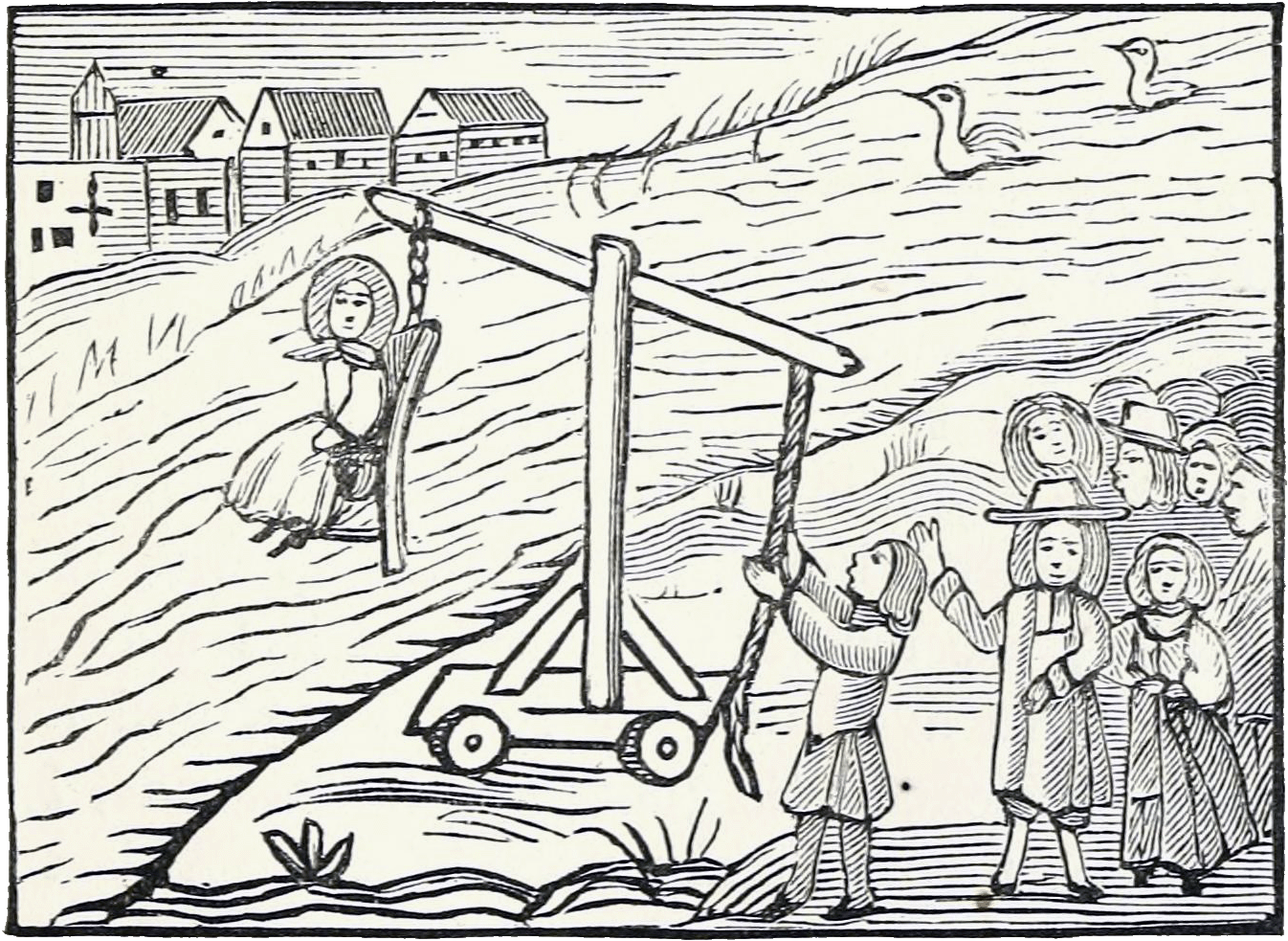
Châtiment d'une femme accusée de scold dans une cucking-stool.

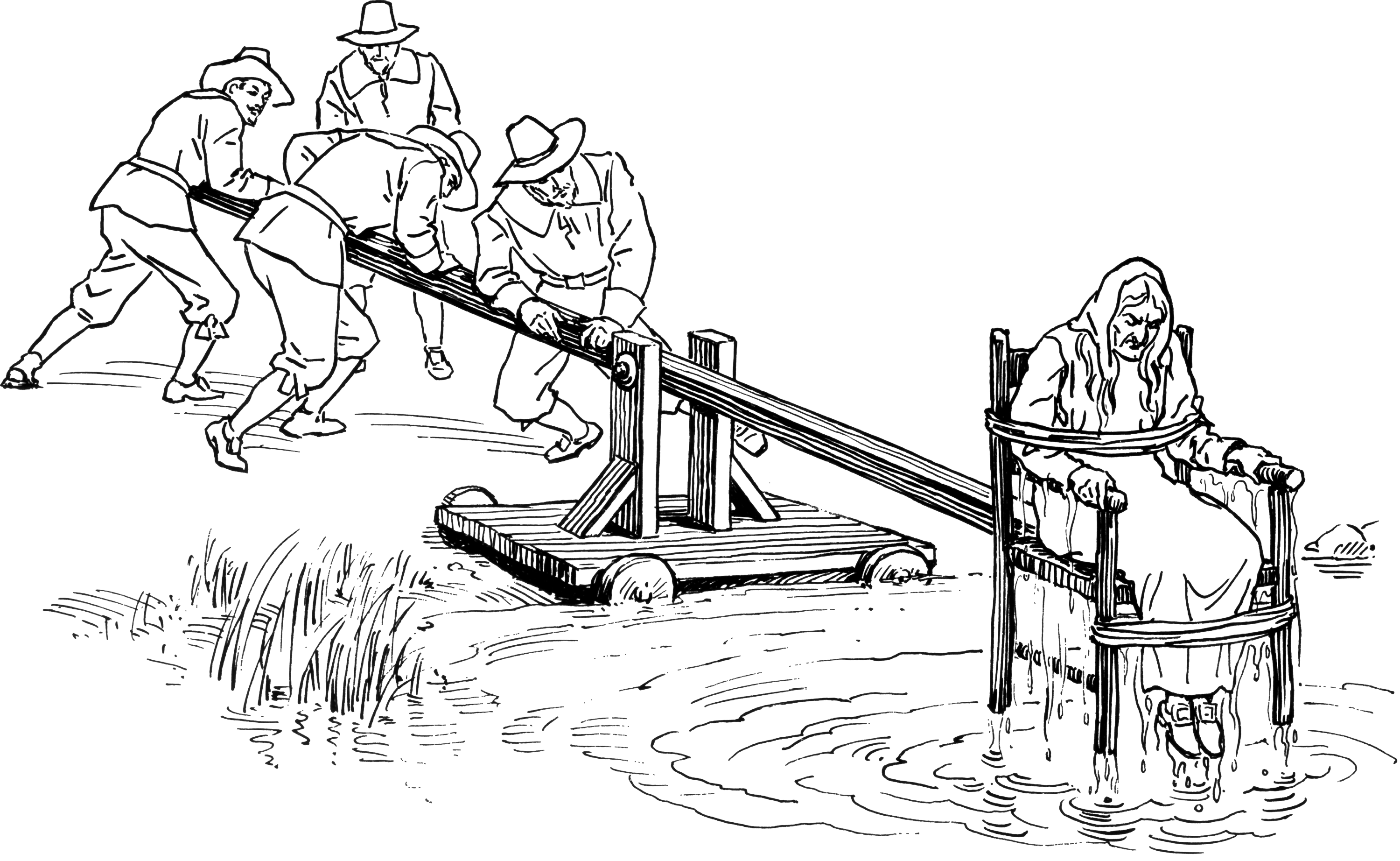
Illustration tirée d'un manuel de Pearson Scott Foresman

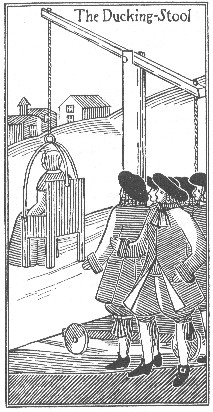
Ducking or cucking-stool, une punition historique pour l les contrevenantes au Common scold, 1896

Les Cucking stools ou ducking stools étaient en Angleterre, en Écosse, et ailleurs, des chaises autrefois utilisées pour châtier les femmes hors-la-loi, les contrevenantes au Common scold (en) (traductions que l'on peut trouver au mot scold : mégères, personnes morigénant, gourmandant, houspillant, diffamant et qui habituellement se bagarraient et se disputaient avec leurs voisins) et les commerçants malhonnêtes. La cucking-stool était une forme de wymen pine ou « châtiment des femmes », comme mentionné dans Piers Plowman de Langland (1378). Elles étaient à la fois des instruments d'humiliation publique et de censure principalement pour le délit de scolding (en) ou de back biting (diffamation) et moins souvent pour des délits sexuels comme porter un enfant illégitime ou se prostituer.
Les chaises (stool) étaient des dispositifs techniques qui faisaient partie de la méthode plus large d'application de la loi par l'humiliation sociale. Une alternative courante était une ordonnance du tribunal obligeant à énoncer ses crimes ou ses péchés, après la messe, ou sur la place du marché, le jour du marché, ou une action informelle comme le Skimmington ride. Les stool étaient généralement de fabrication locale sans conception standard. La plupart étaient simplement des chaises dans lesquelles la délinquante pouvait être attachée et exposée à sa porte ou sur le lieu de son délit. Certains étaient sur roues comme un tombereau qui pouvait être traîné dans la paroisse. Certaines stool ont été mises sur des poteaux pour pouvoir être plongés dans l'eau, d'où un ducking (basculement dans l'eau) esquivant. Les carcans ou pilori étaient également utilisés pour punir les hommes ou les femmes par humiliation.
Le terme « cucking-stool » est plus ancien, présent dans des documents écrits datant des XIIIe et XIVe siècles. Des enregistrements écrits figurant le terme ducking-stool apparaissent à partir de 1597, et une déclaration en 1769 rapporte que ducking-stool est une corruption du terme cucking-stool. Alors qu'un cucking-stool pouvait être et était utilisé pour l'humiliation avec ou sans ducking (basculement dans l'eau) de la personne dans l'eau, le nom de ducking-stool a été utilisé plus spécifiquement pour ces cucking-stools à propos d'une planche basculante qui servaient à jeter la personne dans l'eau.

## Cucking-stool
Une ballade, datant d'environ 1615, intitulée The Cucking of a Scold, illustre la punition infligée aux femmes dont le comportement les a fait identifier comme a scold:
Then was the Scold herself,

In a wheelbarrow brought,

Stripped naked to the smock,

As in that case she ought:

Neats tongues about her neck

Were hung in open show;

And thus unto the cucking stool

This famous scold did go
Puis vint la scold elle-même,

Dans un tombereau apportée,

Déshabillée jusqu'à la blouse,

Comme elle le devait dans ce cas :

Des langues fines autour de son cou

furent suspendues en spectacle ;

Et ainsi vers le cucking stool

Cette fameuse scold est partie

La cucking-stool, ou Stool of Repentance, a une longue histoire et était utilisée par les Saxons, qui l'appelaient le scealding ou scolding stool. Elle est mentionnée dans Domesday Book comme étant utilisée à Chester, s'appelant cathedra stercoris, un nom qui semble confirmer la première des dérivations suggérées dans la note de bas de page ci-dessous. Attachée à ce tabouret, des femmes - tête et pieds nus - ont été exposées publiquement à leur porte ou ont défilé dans les rues au milieu des railleries de la foule. 
Le terme cucking-stool est utilisé depuis environ 1215. Il signifie littéralement « chaise de défécation », car son nom est dérivé du vieux verbe cukken et n'a pas tout à fait été débarrassé dans de nombreuses régions du monde anglophone de to cack (déféquer) (semblable au néerlandais kakken et au latin cacāre [même sens] ; cf. Grec κακός/κακή [« mauvais / mauvais, vil, laid, sans valeur »]), plutôt que, comme on le croit généralement, du mot cuckold.
Les deux semblent être devenus plus courants dans la seconde moitié du XVIe siècle. Il a été suggéré que cela reflétait le développement de tensions dans les relations entre les sexes, mais cela pourrait simplement être le résultat de la survie différentielle des enregistrements[pas clair]. Cucking-stool semble avoir été encore utilisé jusqu'au milieu du XVIIIe siècle, avec l'almanach de Poor Robin (en) de 1746 observant :

« Now, if one cucking-stool was for each scold,
Some towns, I fear, would not their numbers hold »

« Maintenant, si une cucking-stool était pour chaque scold,
Certaines villes, je le crains, ne tiendraient pas leur nombre. »

## Ducking-stool
Le ducking-stool était un fauteuil en bois solidement fabriqué (les exemplaires qui subsistent sont en chêne) dans lequel la contrevenante était assise, une bande de fer placée autour d'elle pour qu'elle ne tombe pas pendant son immersion. Le premier enregistrement de l'utilisation de celui-ci se fait vers le début du XVIIe siècle,  le terme étant attesté pour la première fois en anglais en 1597. Il a été utilisé à la fois en Europe et dans les colonies anglaises d'Amérique du Nord .
Habituellement, la chaise était fixée à une longue poutre en bois fixée comme une balançoire au bord d'un étang ou d'une rivière. Parfois, cependant, le ducking-stool n'était pas un accessoire, mais était monté sur une paire de roues en bois afin qu'il puisse être roulé dans les rues, et au bord de la rivière était suspendu par une chaîne à l'extrémité d'une poutre. En condamnant une femme, les magistrats ordonnaient le nombre de ducking qu'elle devrait avoir. Encore un autre type de ducking-stool s'appelait un tumbrel (tombereau). C'était une chaise sur deux roues avec deux longues perches fixées aux essieux. Celle-ci était poussée dans l'étang, puis les arbres étaient libérés, faisant ainsi basculer la chaise vers l'arrière. Parfois, la punition s'avérait fatale et le sujet mourait. 

## Tumbrels (autres définitions)
Un tumbrel, ou tumbril (un tombereau) était une charrette - généralement utilisée pour transporter des excréments, du sable, des pierres, etc. - qui transportait les condamnés à la guillotine pendant la Révolution française.

## Utilisation pour identifier les sorcières
À l'époque médiévale jusqu'au début du XVIIIe siècle, le ducking était un moyen utilisé pour déterminer si un suspect était une sorcière,. Les ducking stools ont d'abord été utilisés à cette fin, mais le ducking a ensuite été infligé sans la chaise. Dans ce cas, le pouce droit du sujet était lié à son gros orteil gauche. Une corde était attachée autour de la taille de l'accusée et elle était jetée dans une rivière ou un étang profond. (ordalie par l'eau froide ou aqua frigida).

## Exemples notables
Un ducking complet est exposé au public au Prieuré de Leominster (en), Herefordshire. L'horloge de la ville, commandée pour le millénaire, présente une représentation de ducking chair.
Christchurch, dans le Dorset, continue d'abriter une réplique du ducking stool, sur le site où les punitions étaient autrefois appliquées .
Le tumbril d'un cucking-stool est dans la crypte de la Collégiale St Mary, Warwick (en) . Il y a aussi une ducking chair à Canterbury, où la High Street rencontre la rivière Stour.
Un cucking-stool conservé est exposé au public à l'extérieur du Musée criminel (Kriminalmuseum) à Rothenburg ob der Tauber, une ville médiévale bien préservée de Bavière, en Allemagne.
Il y a une référence d'environ 1378 à un cucking-stool comme wymen pine (punition des femmes) 
Un type de cucking-stooll peut être vu brièvement dans le film Monty Python : Sacré Graal ! (1975).
Dans le long métrage Babes in Toyland de Laurel & Hardy, Laurel & Hardy sont condamnés au cucking-stool, puis bannis à Boogeyland, pour avoir cambriolé la maison de Barnaby.

## Disparition
Les derniers cas enregistrés sont ceux d'une Mme Ganble à Plymouth (1808), Jenny Pipes, une notorious scold (1809), et Sarah Leeke (1817), toutes deux de Leominster. Dans le dernier cas, l'eau de l'étang était si basse que le contrevenant a simplement fait le tour de la ville sur une chaise. L'infraction de common law de common scold était courante dans le New Jersey jusqu'à ce qu'elle soit annulée en 1972 par le Circuit Judge McCann qui conclut qu'elle avait été subsumée dans les dispositions du Disorderly Conduct Act de 1898, étant mauvaise pour l'imprécision et offensant le Quatorzième amendement de la Constitution des États-Unis pour discrimination sexuelle. Bien avant cette décision, le châtiment du ducking, ainsi que toutes les autres formes de châtiment corporel, étaient devenus illégaux en vertu des dispositions de la Constitution du New Jersey de 1844 ou même dès 1776 .